# Municipio de Milford (condado de Defiance)
El municipio de Milford (en inglés: Milford Township) es un municipio ubicado en el condado de Defiance en el estado estadounidense de Ohio. En el año 2010 tenía una población de 1081 habitantes y una densidad poblacional de 11,78 personas por km².

## Geografía
El municipio de Milford se encuentra ubicado en las coordenadas 41°23′27″N 84°44′24″O / 41.39083, -84.74000. Según la Oficina del Censo de los Estados Unidos, el municipio tiene una superficie total de 91.78 km², de la cual 91,64 km² corresponden a tierra firme y (0,15 %) 0,14 km² es agua.

## Demografía
Según el censo de 2010, había 1081 personas residiendo en el municipio de Milford. La densidad de población era de 11,78 hab./km². De los 1081 habitantes, el municipio de Milford estaba compuesto por el 96,48 % blancos, el 0,46 % eran afroamericanos, el 0,65 % eran amerindios, el 1,67 % eran de otras razas y el 0,74 % eran de una mezcla de razas. Del total de la población el 2,41 % eran hispanos o latinos de cualquier raza.